# Väinö Auer
Väinö Auer (Helsinki, Finlandia, 7 de enero de 1895-Helsinki, Finlandia, 20 de marzo de 1981) fue un geógrafo y geólogo finlandés. Es uno de los más destacados geógrafos de Finlandia.
Es conocido por su estudio de turberas en Finlandia, Canadá y Patagonia y el uso de las capas volcánicas como el base del estudio de la cronología postglacial. Durante los años 50, el presidente Juan Perón le invitó a estudiar y prevenir la desertización en la Patagonia argentina.
En total, realizó 14 expediciones a Patagonia y Tierra del Fuego. En el año 1929 publicó un libro en finés llamado Tulimaata Tutkimassa (Exploraciones en Tierra del Fuego, en español) en que cuenta la experiencia de la primera expedición finlandesa en Patagonia y Tierra del Fuego durante los años 1928–1929. Además de observaciones geográficas una gran parte del libro está dedicada a la descripción de los poco numerosos pueblos indígenas de Tierra del Fuego, como los selknam (Ona) y yaganes (aunque no directamente conectados). La expedición finlandesa siguió el interés científico de los países nórdicos en Patagonia después de las expediciones anteriores de Otto Nordenskjöld y Erland Nordenskiöld, ambos de la familia finlandesa-sueca de Nordenskiöld. La expedición finlandesa coincidió con la expedición alemana de Gunther Plüschow en el 1928.
El fiordo Finlandia se encuentra en la Tierra del Fuego chilena, nombrabo por la expedición finlandesa de 1929. Los nombres de fjordo Finlandia y el fjordo anexo "Fjordo Auer" fueron finalmente confirmados por el gobierno chileno en el 2004. Los dos fiordos se encuentran en la Bahía Brookes cerca de la Cordillera Darwin central.